# Kamila Kubas
Kamila Elżbieta Kubas (ur. 13 maja 1983) – polska zawodniczka parakajakarstwa, brązowa medalistka Letnich Igrzyskach Paraolimpijskich w Rio de Janeiro z 2016.

## Życiorys
Jest zawodniczką  ZSR  START Zielona Góra. Reprezentowała Polskę między innymi na Mistrzostwach Europy i Świata. W 2016 zdobyła brązowy medal na Mistrzostwach Europy w Moskwie, w tym samym roku zdobywając również brązowy medal w kategorii KL1 na Letnich Igrzyskach Paraolimpijskich w Rio de Janeiro.

## Osiągnięcia sportowe
Letnie igrzyska paraolimpijskie
- Rio de Janeiro 2016
  - kajakarstwo: sprint (KL1) – brązowy medal

Mistrzostwa Europy
- 2016: kajakarstwo (K1 200 m) – brązowy medal

## Odznaczenia
- Odznaka Honorowa za Zasługi dla Województwa Lubuskiego (2024)[3]